# Guipúscoa

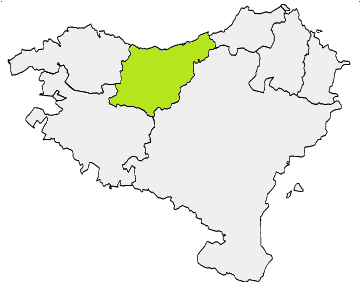
Situació de Guipúscoa al conjunt d'Euskal Herria.

Guipúscoa (en basc i oficialment, Gipuzkoa) és una província de la Comunitat autònoma del País Basc i alhora un territori del País Basc, sent la seva capital Sant Sebastià. Limita al nord amb la mar Cantàbrica, a l'oest amb Biscaia, al sud amb Àlaba i a l'est amb Navarra i Lapurdi (al departament dels Pirineus Atlàntics), Guipúscoa és la província més petita de l'estat espanyol.
El seu òrgan de govern foral és la Diputació Foral de Guipúscoa.

## Geografia

### Orografia
A la regió litoral les muntanyes arriben fins a la mar. Les ries són poc profundes (Deba, Orio, Pasaia), excepte la del Bidasoa, que fa de frontera amb l'estat francès. A la regió central hi ha una xarxa de rius a la vora dels quals se situen els principals centres industrials. La regió sud és la més muntanyenca i amb els cims més elevats (Aizgorri, 1.544 m).

### Clima i precipitacions
El clima és atlàntic amb oscil·lacions de temperatura no gaire fortes i amb pluja abundant repartida durant tot l'any. A Sant Sebastià la temperatura mitjana del mes més fred és de 7,8 °C i la del més càlid de 15,1 °C. La mitjana de precipitacions annual és de 1.506 mm. La vegetació és atlàntica, amb faigs, roures i gran abundància de prats.

## Política i govern

### Executiu
| Diputat General           | Inici mandat | Fi de mandat | Partit | Partit |
| Javier Aizarna Azula      | 1979         | 1983         |        | PNB    |
| José Antonio Ardanza      | 1983         | 1985         |        | PNB    |
| Imanol Murua Arregi       | 1985         | 1991         |        | EA     |
| Elías Galdós Zubia        | 1991         | 1995         |        | PNB    |
| Román Sudupe Olaizola     | 1995         | 2003         |        | PNB    |
| Joxe González de Txabarri | 2003         | 2007         |        | PNB    |
| Markel Olano Arrese       | 2007         | 2011         |        | PNB    |
| Martín Garitano Larrañaga | 2011         | 2015         |        | Bildu  |
| Markel Olano Arrese       | 2015         | -            |        | PNB    |

### Legislatiu
| Partit | Partit                                        | Partit   | Diputats |
| ------ | --------------------------------------------- | -------- | -------- |
|        | Partit Nacionalista Basc                      | PNB      | 20 / 51  |
|        | Euskal Herria Bildu                           | EH Bildu | 17 / 51  |
|        | Partit Socialista d'Euskadi-Euskadiko Ezkerra | PSE-EE   | 9 / 51   |
|        | Elkarrekin Podemos                            | EP       | 4 / 51   |
|        | Partit Popular del País Basc                  | PP       | 1 / 51   |

## Demografia
Té una densitat de població i un potencial econòmic dels més importants de la península Ibèrica. La població s'ha triplicat des del començament del segle xx (195.000 h 1900), a causa del fort creixement vegetatiu i de la immigració. Avui, els residents d'origen estrangera són 6,2% de la població de Guipúscoa, la menor proporció del Páis Basc.
Els bascoparlants representen 52,6% dels habitants de la província de Guipúscoa, el nível més alt de «euskalduns» al País Basc on 36,2% de la població parla el èuscar.

## Economia
Les indústries principals són la metal·lúrgica, la tèxtil, la de fabricació d'armes i la d'arts gràfiques. L'agricultura consisteix sobretot en l'obtenció de farratge per a la ramaderia bovina, que abasta importants indústries alimentàries. És molt important la pesca (Pasaia és el port pesquer més important de tot el litoral cantàbric), i també el turisme, localitzat sobretot a la regió litoral. La xarxa de carreteres i de ferrocarrils és molt important. Hi ha aeroport a Hondarribia. La província és dividida en 81 municipis i set comarques.